# Petar Mladenov
Pour les articles homonymes, voir Mladenov.
Petar Tochev Mladenov (en bulgare : Петър Тошев Младенов), né le 22 août 1936 à Tochevtsi et mort le 31 mai 2000 à Sofia, est un diplomate et homme politique bulgare. Il est le dernier chef du régime communiste de la république populaire de Bulgarie de 1989 à 1990 et le premier président de la république de Bulgarie en 1990.

## Biographie
D'origine paysanne, Mladenov naît au village de Tochevtsi (en), Vidin. Son père est un partisan anti-fasciste tué au combat en 1944. Il obtient un diplôme d'une école militaire, intègre l'université Saint-Clément d'Ohrid de Sofia et est diplômé en 1963 de l'Institut d'État des relations internationales de Moscou. En 1971, Mladenov rejoint le bureau politique du Parti communiste bulgare et devient ministre des Affaires étrangères. Il occupe ce poste jusqu'en novembre 1989, date à laquelle il prend part au renversement par le bureau politique du président du Conseil d'État Todor Jivkov. Il occupe alors des deux principales fonctions de ce dernier en devenant président du Conseil d'État et secrétaire général du Parti communiste bulgare. Face à la chute des autres démocraties populaires, il participe à une réorganisation du gouvernement. En février 1990, il abandonne la direction du Parti communiste puis, le 3 avril suivant, il est élu président de la République.
Il démissionne de cette fonction le 6 juillet suivant après avoir été accusé d'avoir suggéré l'emploi de tanks contre une manifestation d'opposants au gouvernement organisée en décembre 1989. Il entre alors dans l'histoire en prononçant la phrase : « Il serait mieux que les tanks viennent » (en bulgare : По-добре танковете да дойдат). Même si ces allégations ont porté préjudice à sa réputation de libéral et de socialiste réformiste, il jouit toujours d'une certaine notoriété pour son rôle dans la décommunisation de la Bulgarie.
Mladenov subit un pontage aorto-coronarien à Houston en 1986, ce qui le laisse dans une santé fragile les années suivantes. Il meurt le 31 mai 2000. Il est marié à Galia Mladenova et est le père d'une fille.